# Agis IV
Pour les articles homonymes, voir Agis.
Agis IV (en grec ancien Ἆγις) est né en 265 et mort en 241.
Agis IV est le fils aîné de Eudamidas II. Il est le 24e roi de la dynastie des Eurypontides. Il est roi de Sparte de 244 à 241 av. J.-C. On peut considérer qu’il est le plus célèbre des rois qui aient porté ce nom. Il monte sur le trône en 244 av. J.-C. Il tente de réformer Sparte pour lui rendre la puissance qui était autrefois la sienne. Agis essaye de remettre en vigueur les lois de Lycurgue notamment en proposant d'abolir les dettes et de faire un nouveau partage des terres. Incapable de réaliser ses réformes à temps, il est contraint de quitter Sparte pour mener une guerre contre les Étoliens. En son absence, une contre-révolution porte ses ennemis au pouvoir qui rappellent Léonidas II, son principal adversaire. À son retour, Agis se réfugie dans le temple d'Athéna Chalkioikos, mais les éphores finissent par l’isoler et il est assassiné à l'automne 241 av. J.-C. avec sa mère et sa grand-mère qui l'avaient soutenu. La postérité a reconnu Agis IV comme étant un idéaliste à qui il a manqué une certaine forme de réalisme pour imposer ses réformes. Le successeur d’Agis sur le trône fut son fils Eudamidas III.

## Les conditions de l'accession au pouvoir
Agis succède à son père en devenant roi en 245 à l’âge d’environ 20 ans. On sait que son règne a duré quatre années. L’intérêt de son règne provient de son action contre la crise intérieure que Sparte rencontre à l’époque de sa succession. Sparte est soumise à un processus d’oliganthropie qui se traduit par un nombre de plus en plus restreint de citoyens. On constate aussi la dégénérescence de ses institutions traditionnelles comme l’agogè en lien avec l’afflux de richesses et de luxe concentrés entre les mains de quelques oligarques, ce qui a pour conséquence que le mode de vie spartiate s’est éloigné de la simplicité et de l’austérité des anciennes mœurs lacédémoniennes et que cela entraîne l’importation de vices et des inégalités matérielles. De ce fait, Sparte connaît une crise sociale d’envergure.
Au milieu du IVe siècle av. J.-C., le nombre de citoyens d’ancienne souche spartiate, possédant encore la pleine citoyenneté, est minoritaire. C’est l’une des conséquences de l’innovation introduite par Epitadeus qui met un terme à la loi qui garantissait à tous les chefs de famille spartiates de posséder une part égale de terre (kleros). Par conséquent, la propriété terrienne passe dans les mains d’un petit nombre d’individus, de sorte qu’une centaine de familles spartiates possèdent encore des lots de terre, tandis que les pauvres sont accablés par les dettes.

## Une volonté de réformes pacifiques
Les historiens estiment que le projet d’Agis pour Sparte ne comprend originellement pas de révolution institutionnelle. En effet, Agis n’envisage pas de supprimer l’éphorat ni la double monarchie. Pour donner du crédit à cette idée, on constate que lorsqu’il destitue son rival Léonidas, il s’empresse de le faire remplacer. De façon générale, Agis aurait préféré mener des réformes pacifiques dans un cadre légal.
On sait qu'Agis IV depuis son jeune âge a montré son attachement aux traditions spartiates. Cet attachement au passé le conduit à entamer des réformes pour mettre fin aux abus et rétablir les institutions de Lycurgue, le législateur originel et mythique de Sparte. Agis se soucie moins du pouvoir que de la révolution sociale qui doit sauver Sparte. Pour ce faire, il propose l’abolition de toutes les dettes et un nouveau partage des terres. L’autre dimension de son programme de réforme est de vouloir donner des terres aux Périèques qui dans la Grèce antique sont les habitants libres mais non citoyens de la Laconie et de la Messénie.
Pour mener à bien ces réformes, Agis réussit à obtenir le soutien de deux personnes très influentes. L'une d'elles est son oncle Agésilas (en), un homme possédant de grandes propriétés, mais qui était profondément impliqué dans les mécanismes des créances, dont il espère être libéré avec les innovations d’Agis. L’autre allié de cette révolution pacifique, c’est Lysandre (un descendant du vainqueur de la bataille d’Aigos Potamos qui fut le dernier engagement majeur de la guerre du Péloponnèse).
Agis permet à Lysandre d’être élu parmi les éphores. Ce dernier expose ses intentions devant la gérousie. Il défend le programme d’Agis dont l’abolition des dettes fait partie. Il propose que le territoire spartiate soit divisé en deux parties, la première se composant de 4 500 lots égaux, à diviser parmi les Spartiates eux-mêmes dont les rangs allaient grossir grâce à l’admission dans le corps civique des plus respectables des Périèques ; l’autre partie étant composée de 15 000 lots égaux à diviser parmi les Périèques restants. Les réformes paraissent répondre plus à des préoccupations militaires qu’à un éventuel idéal égalitaire, puisqu’on redistribue les terres principalement aux citoyens.
L’éphore Lysandre présente le projet à la gérousie qui ne réussit pas à se mettre d’accord sur cette question des réformes. Ce qu’il faut entendre, c’est que les votes sont partagés, ce qui a comme conséquence qu’aucune majorité ne peut être dégagée. Par conséquent, Lysandre convoque une assemblée du peuple à laquelle Agis soumet ses mesures. Agis consent à faire le premier sacrifice, en renonçant à ses propres terres et à son argent. Dans la continuité, Agis affirme que sa famille qui possède beaucoup de richesses, ainsi que des relations et des soutiens politiques, suivra son exemple. Sa générosité entraîne les applaudissements de la foule. L’assemblée est favorablement impressionnée par la générosité du roi. Ce programme est chaleureusement accueilli par les classes les plus pauvres et par les jeunes générations. Cependant cette volonté de réforme pacifique est vigoureusement contestée par les tenant de l’oligarchie foncière.

## Le coup d'État
Cependant le parti des oligarques, dirigé par Léonidas II, qui était l’autre monarque de la dynastie des Agiades, obtient de la gérousie le rejet des réformes, mais seulement par une voix d’avance. On sait que Léonidas II avait adopté des mœurs et des habitudes luxueuses valables lors de son passage à la cour des Séleucides. Léonidas faisant obstacle à ses réformes, Agis IV décide de se débarrasser de cet opposant. Arguant d’une vieille loi interdisant de se marier avec une étrangère, Léonidas est par conséquent accusé d'avoir violé les lois en épousant une femme perse. On lui reproche aussi le fait d’avoir vécu dans un pays étranger. Léonidas est déchu et sa succession est assurée par son gendre Cléombrote qui coopère avec Agis.
Cependant, peu de temps après, le mandat d’éphore de Lysandre arrive à son terme et les éphores de l’année suivante sont des opposants à Agis. Ils cherchent à restaurer le pouvoir de Léonidas. Ils lancent une accusation contre Lysandre en affirmant que ce dernier a tenté de violer les lois de par son action. Alarmé par la tournure des événements, Lysandre convainc Agis de prendre une initiative sans précédent qui consiste à déposer les éphores par la force et à en nommer d’autres à la place. Pour ce faire, Lysandre invente la thèse de la prédominance des deux rois sur les éphores. Il s’agit d’un véritable coup d’État dont le caractère révolutionnaire est marqué par le fait qu’on arme de nombreux jeunes gens, mais contrairement à toute attente, on ne tue personne.
Léonidas s’enfuit à Tégée tout en étant protégé d’Agis par Agésilas. Ce dernier réussit à persuader Agis et Lysandre que le moyen le plus efficace d'obtenir le consentement des riches à la redistribution de leurs terres serait de commencer par annuler les dettes. En conséquence, les dettes sont annulées et toutes les obligations, les registres et les titres sont entassés sur la place du marché et brûlés. Rétrospectivement l’abolition des dettes est le seul point du programme de réformes d’Agis qui a été appliquée.

## Perte de soutien et l'échec des réformes
Cependant l’anaplèrôsis, c’est-à-dire l’extension du corps civique, n’est pas réalisé. Selon Plutarque, le retard est imputable à l’éphore Agésilas, un grand propriétaire endetté qui avait intérêt à une abolition des dettes, mais non à un nouveau partage des terres. Les choses semblent être plus compliquées en réalité, parce que certains Spartiates ayant récupérés leurs terres hypothéquées ne souhaitent plus une redistribution des terres qui aurait tourné à leur désavantage.
Agésilas, étant parvenu à ses fins, c’est-à-dire à l’abolition des créances, trouve divers prétextes pour retarder le partage des terres. Pendant ce temps-là, les Achéens assistent Sparte contre les Étoliens. Agis est donc envoyé à la tête d'une armée. La tactique prudente de Aratos de Sycione ne laisse aucune occasion à Agis pour se distinguer au combat. Cependant Agis gagne une certaine réputation pour l'excellente discipline de ses troupes.
Le problème, c’est qu’en son absence, Agésilas provoque la colère des classes les plus pauvres par le report systématique de la division des terres. L’impopularité d’Agélisas et l’absence d’Agis qui mène une guerre loin de Sparte permettent aux adversaires de la réforme de rappeler Léonidas, qui, du coup, nomme de nouveaux éphores. Par conséquent, les pauvres ne font aucune résistance lorsque les ennemis d'Agis remettent ouvertement en place Léonidas II sur le trône. Agis fuit avec pour refuge le temple d'Athéna Chalkioikos à Sparte.
L’échec d’Agis s’explique par des causes conjoncturelles. Son refus de la violence a permis à ses opposants de se réorganiser. Une application trop lente de la réforme n’a pas permis de créer de nouveaux citoyens qui auraient pu le soutenir. Enfin, les soutiens politiques sur lesquels reposent les réformes étaient insuffisants. En effet, la grande majorité des femmes qui détenaient des terres n’était guère sensible à l’idéal guerrier d’Agis. Enfin, il y avait quelque chose dans la réforme elle-même qui ne plaisait pas, notamment parce que l’accroissement du nombre de citoyens pose un problème pour les anciens citoyens qui ainsi devenaient minoritaires. Le conservatisme spartiate n’était pas prêt pour des réformes de cette envergure.

## Exécution
En 241 av. J.-C., Agis IV est trahi par des amis lorsqu’il quitte le sanctuaire pour prendre un bain. Il est jeté en prison. Léonidas II vient immédiatement avec une bande de mercenaires et entoure la prison tandis que les éphores entrent et organisent un simulacre de procès. Lors de ce procès, Agis répond aux accusations en arguant du fait qu’il a cherché à suivre et imiter Lycurgue pour revenir à la constitution originelle de Sparte. Lorsqu'on lui demande s’il se repent pour ce qu’il a commis, Agis répond qu'il ne devait jamais se repentir d'un si grand dessein, même en face de la mort. Il est condamné et exécuté rapidement par strangulation, notamment parce que les éphores craignaient une opération de sauvetage, étant donné le fait qu’une foule importante de gens s’était rassemblée autour des portes de la prison.
Agis, observant que l'un de ses bourreaux est ému aux larmes, déclare : « Mon ami, cesse de pleurer sur moi, car subissant une mort si contraire aux lois et à la justice, je vaux mieux que mes meurtriers ». Sa mère Agésistrata et sa grand-mère Archidamia à la suite d’une manipulation sont étranglées de la même façon parce que, partageant les idées de Agis, elles devaient subir le même traitement.

## Héritage

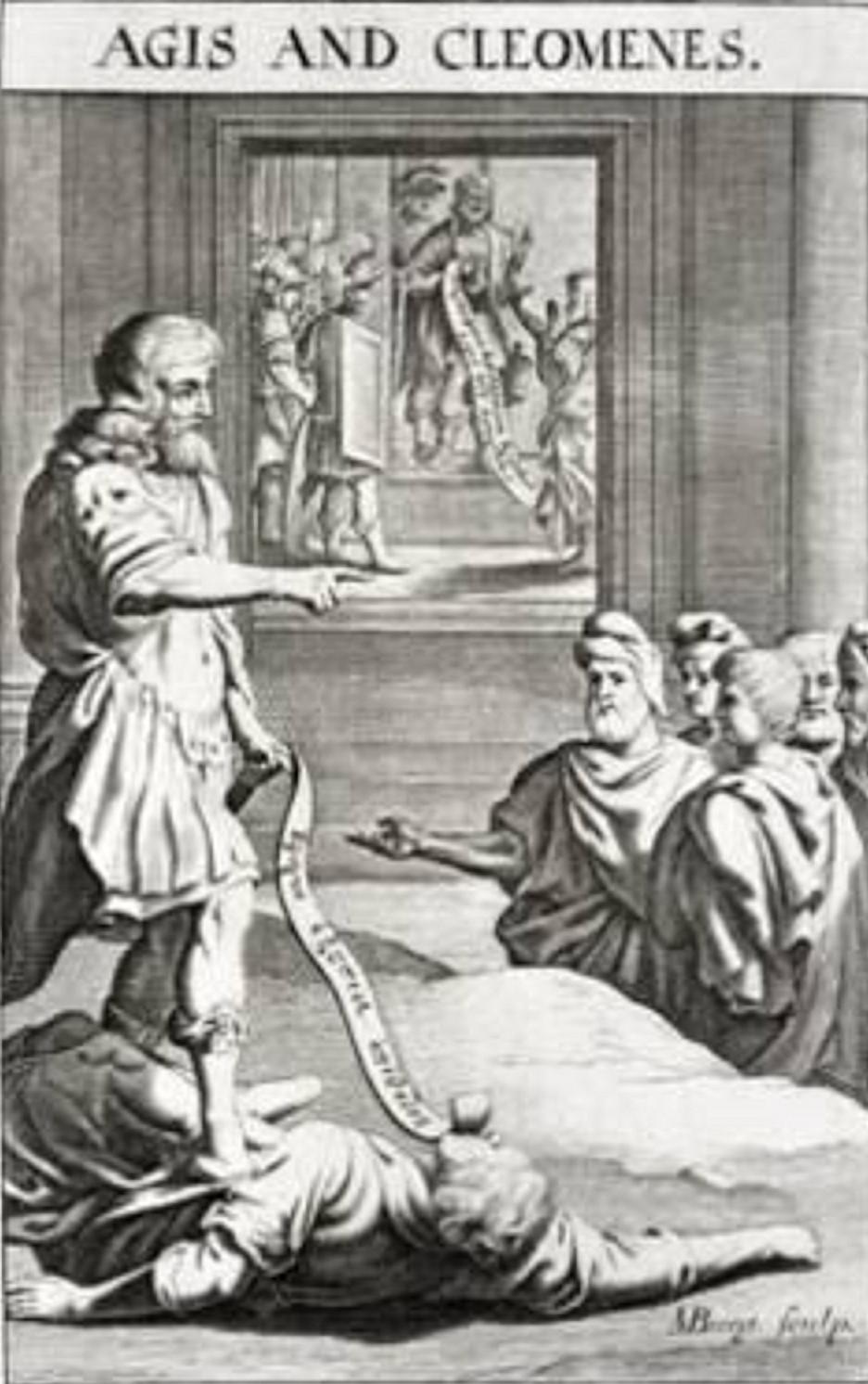
Agis et Cléomène.

Agis IV fut le premier roi de Sparte à avoir été mis à mort par les éphores. Sa veuve Agiatis est mariée de force par Leonidas à son fils Cléomène III. Ce mariage forcé n’empêche pas les deux de développer l’un pour l'autre une affection et une estime réciproque. Considéré par de nombreux auteurs comme étant trop faible et accommodant pour faire face aux problèmes auxquels il était confronté, Agis se caractérise par une sincérité de ses desseins et un mélange de jeunesse et de modestie qui siéent à sa dignité royale. Ces qualités tendent à faire de lui le personnage le plus agréable de toute l'histoire de Sparte.
Sa vie et sa mort ont été une source d’inspiration romantique pour plusieurs auteurs de l’Antiquité. Il est le sujet d’une biographie perdue de Phylarque qui a apparemment beaucoup influencé Plutarque lorsqu’il rédige sa propre biographie d’Agis. Le texte de Plutarque nous propose un portrait idéalisé de Agis IV notamment parce qu’il se fonde sur le texte de Phylarque. Les historiens considèrent qu'Agis IV fut le concepteur de la révolution réalisée par Cléomène III quelques années plus tard.

## Source
Cet article comprend des extraits du Dictionnaire Bouillet. Il est possible de supprimer cette indication, si le texte reflète le savoir actuel sur ce thème, si les sources sont citées, s'il satisfait aux exigences linguistiques actuelles et s'il ne contient pas de propos qui vont à l'encontre des règles de neutralité de Wikipédia.
- Notices d'autorité :   - VIAF
  - ISNI
  - IdRef
  - LCCN
  - Pays-Bas
  - Pologne
  - Israël
  - NUKAT
  - Norvège
  - Croatie
  - Tchéquie
  - Grèce
  - WorldCat